# Aloe pseudoafricana
Aloe pseudoafricana é uma espécie de liliopsida do gênero Aloe, pertencente à família Asphodelaceae.